# Banco de Mauricio
El Banco de Mauricio (en inglés: Bank of Mauritius) es el banco central de Mauricio.

## Historia
En el siglo XIX, tres bancos comerciales operaban como Banco de Mauricio.
El primer Banco de Mauricio comenzó a operar en 1813 más o menos, pero estuvo activo solo hasta 1825.
El segundo Banco de Mauricio era un banco británico de ultramar con dos juntas directivas, una en Londres y otra en Port Louis. Comenzó operaciones en 1832. En 1838 los comerciantes establecieron el Banco Comercial de Mauricio para darse una fuente de crédito alternativa ya que hasta entonces, el Banco de Mauricio tenía el monopolio de la isla. La crisis financiera de 1847 en Londres provocó el colapso del mercado del azúcar y graves pérdidas para los dos bancos de Mauricio. El Banco de Mauricio dejó de operar en 1848, aunque el Banco Comercial de Mauricio ha sobrevivido hasta el presente.
Por medio de intereses locales se estableció el tercer Banco de Mauricio en 1894 para hacerse cargo de los negocios locales de la fallida New Oriental Bank Corporation. En 1911, el banco abrió una sucursal en las Seychelles. Sin embargo, en 1916 el Banco Mercantil de India adquirió el banco. HSBC a su vez adquirió el Banco Mercantil en 1959. Debido a esta historia, HSBC se refiere a sí mismo como el banco extranjero más antiguo de Mauricio. El próximo banco extranjero en llegar, y para sobrevivir hasta el presente, fue el Banco de la Reserva de Sudáfrica, un antepasado del Barclays Bank Mauritius.

### Junta de Comisionados de la Moneda
Antes de la creación del Banco, el tema de la divisa era administrado por una Junta de Comisionados de la Moneda. Las obligaciones de la junta se limitaban a las de una autoridad emisora.